# Eschweilera mexicana
Espèce
Statut de conservation UICN

 VU A1c : Vulnérable
Eschweilera mexicana est une espèce de plantes à fleurs de la famille des Lecythidaceae.

## Publication originale
- Brittonia 37(4): 347–351, f. 1–2. 1985.